# Anaglyptus rufobasalis
Anaglyptus rufobasalis là một loài bọ cánh cứng trong họ Cerambycidae.